# Литературная премия Дэвида Коэна
Литературная премия Дэвида Коэна — одна из наиболее престижных британских премий в области литературы, которая вручается один раз в два года.
Учреждена в 1993 году Дэвидом и Вероникой Коэн и Художественным советом Англии (Arts Council England). Считается одной из самых престижных литературных наград Великобритании. Премия финансируется фондом Джона С. Коэна, созданным в 1965 году Коэном и его семьей для поддержки и развития образования, искусства, сохранение окружающей среды, и Художественным советом Англии. Размер премии, выплачиваемой лауреатам, составляет 40 000 фунтов стерлингов.
Вначале премия присуждалась романистам, драматургам, биографам, поэтам. В настоящее время в число награждаемых добавлены новеллисты, эссеисты и публицисты.
По условиям конкурса награждаемые должны быть гражданами Великобритании или Ирландии, создающими свои произведения на английском языке.

## Список награждённых
- 1993 — Видиадхар Сураджпрасад Найпол
- 1995 — Гарольд Пинтер
- 1997 — Мюриэл Спарк
- 1999 — Уильям Тревор
- 2001 — Дорис Лессинг
- 2003 — Берил Бейнбридж и Том Ганн[англ.] (совместно)
- 2005 — Майкл Холройд[англ.]
- 2007 — Дерек Махун
- 2009 — Шеймас Хини
- 2011 — Джулиан Барнс
- 2013 — Хилари Мантел
- 2015 — Тони Харрисон[англ.]
- 2017 — Том Стоппард
- 2019 — Эдна Обрайен
- 2021 — Колм Тойбин